# Tornado apocalypse
Tornado apocalypse (Jet Stream) est un téléfilm américain réalisé par Jeffery Scott Lando, et diffusé en 2013.

## Fiche technique
- Titre original : Jet Stream
- Réalisation : Jeffery Scott Lando
- Scénario : Jeffery Scott Lando
- Photographie : Ivo Peichev et Alexander Krumov
- Montage : Gigi Moreno
- Musique : Christopher Nickel
- Durée : 82 min
- Pays :  États-Unis

## Distribution
- David Chokachi : Steve "Sunny" Simpson
- Ruth Kearney : Angel
- Steven Hartley : Jack
- Don Michael Paul : Major Shaw
- Preston James Hillier : Daniel
- Atanas Srebrev (de) : Agent Bo